# Arimaspen

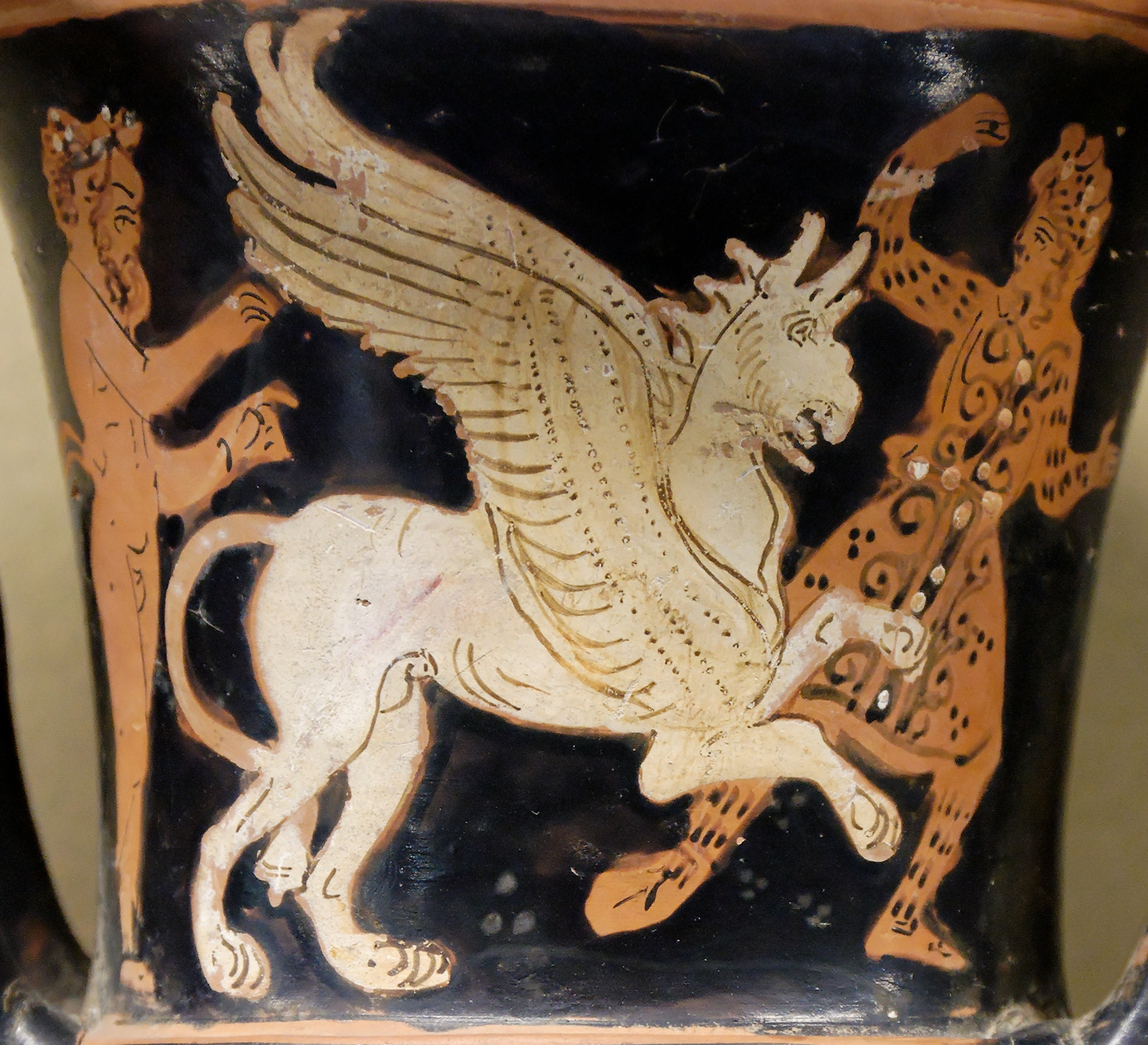
Satyr, Greif und Arimaspe auf einer attisch-rotfigurigen Kalyx um 375–350 v. Chr.

Als Arimaspen, auch Arimaspi, wird in einigen antiken griechischen Quellen ein einäugiges Volk im Norden der Issedonen bezeichnet. In der modernen Forschung wird den sagenhaften Berichten über die Arimaspen nur sehr bedingt Glauben geschenkt, zumal schon Herodot den Berichten nicht blind vertraute.

## Quellen

Weltkarte nach Herodot. Rechts oben sind die Länder der Issedonen, Arimaspen und Hyperboreer eingetragen.

## Name
Herodot (IV, 27) leitet den Namen von den skythischen Wörtern arima „eins“ und spu „Auge“ ab. Nach Karl Johann Heinrich Neumann könnte der Name Arimaspen aus dem Mongolischen kommen, mit der Bedeutung „Bergbewohner“.
Wilhelm Tomaschek hielt das Wort für iranisch und verweist auf den Eigennamen Arimaspo, der angeblich „Eigner von Wildpferden“ bedeutet, iranisch aspa, „Pferd“ (vergleiche Hystaspes), sowie das avestische airima, „Wüste“ und das skythische aspu, „Pferd“. Laufer hielt den Namen ebenfalls für mongolisch (vgl. danach mongolisch äräm däk, einäugig). Phillips zieht auch eine gemischte Bildung aus einem türkischen Wort für Auge und dem iranischen Wort für Pferd in Betracht, was die Arimaspen zu einäugigen Reitern machen würde.

## Deutung
Die Armiaspen wurden mit Sabazios verbunden. Greifen wurden dagegen mit Apollo in Verbindung gebracht. Aischylos nennt sie dagegen „Hunde des Zeus, die nicht bellen“.
In der Neuzeit gab es zahlreiche Spekulationen über die ethnische Zuordnung der Arimaspen. Bischof Thomas Percy wollte in ihnen die Vorfahren der Lappen und Finnen sehen. Auch Johann Gottlieb Radlof sah in ihnen finnische Bergleute, das eine Auge war in Wahrheit eine Grubenlampe. Wilhelm Tomaschek hielt die Arimaspen für die Vorfahren der Hiung Nu. Phillips hält sie für Mongolen. Manche identifizieren die Arimaspen mit den heutigen Tscheremissen an der mittleren Wolga. Jeannine Davis-Kimball lokalisiert die Arimaspen in Kasachstan. Mark E. Hall sieht sie als Teil der Saken. Bernschtam siedelt die Arimasper in der Steppe nördlich des Baikal-Sees an.

## Darstellung
Darstellungen der Schlachten der Arimaspen mit den Greifen waren in der griechischen und römischen Kunst beliebt. 
Der Spiegel von Kelermes (um 570 v. Chr.) zeigt den Kampf zweier Männer gegen einen Greifen. Sie werden oft als Arimaspen gedeutet.
Als erste bekannte Darstellung identifizieren Hanfmann et al. einen Agat-Skarabäus aus der orientalisierenden Zeit,
Der Panzer des Trajan als Britannicus im Lateran ist mit Bildern von Arimaspen verziert, die den Greifentrank reichen, darüber schwebt Sol in dem Sonnenwagen.
Schaeffer hält die Eroten in einer Schlacht zwischen Eroten und Greifen auf einem hellenistischen Stoffrest aus Noin Ula für die Darstellung von Arimaspen. Bei weiblichen Kämpfern ist unklar, ob Arimaspinnen oder Amazonen dargestellt sind. Hanfmann et al. halten die Kämpferinnen auf der Ara Pacis des Augustus für Arimaspinnen, da die Amazonen als Verbündete der Trojaner, der mythischen Vorfahren des Augustus, nicht als Feinde dargestellt worden wären.